# 富尼漢
富尼漢，是中國清朝官員，於乾隆年間擔任福建巡撫，主要從事福建之軍政事務，品等約為二品。
| 前任： 崔應階 | 福建巡撫 乾隆年間上任 | 繼任： 鄂寶 |